# Lista di asteroidi (74001-75000)
Di seguito una lista di asteroidi dal numero 74001 al 75000 con data di scoperta e scopritore.

## 74001-74100
| Nome          | Designazione provvisoria | Data di scoperta | Scopritore                       |
| ------------- | ------------------------ | ---------------- | -------------------------------- |
| 74001 -       | 1998 FW45                | 20 marzo 1998    | LINEAR                           |
| 74002 -       | 1998 FL47                | 20 marzo 1998    | LINEAR                           |
| 74003 -       | 1998 FP48                | 20 marzo 1998    | LINEAR                           |
| 74004 -       | 1998 FS64                | 20 marzo 1998    | LINEAR                           |
| 74005 -       | 1998 FH70                | 20 marzo 1998    | LINEAR                           |
| 74006 -       | 1998 FP71                | 20 marzo 1998    | LINEAR                           |
| 74007 -       | 1998 FY78                | 24 marzo 1998    | LINEAR                           |
| 74008 -       | 1998 FM103               | 31 marzo 1998    | LINEAR                           |
| 74009 -       | 1998 FV103               | 31 marzo 1998    | LINEAR                           |
| 74010 -       | 1998 FC104               | 31 marzo 1998    | LINEAR                           |
| 74011 -       | 1998 FE106               | 31 marzo 1998    | LINEAR                           |
| 74012 -       | 1998 FP108               | 31 marzo 1998    | LINEAR                           |
| 74013 -       | 1998 FJ109               | 31 marzo 1998    | LINEAR                           |
| 74014 -       | 1998 FK114               | 31 marzo 1998    | LINEAR                           |
| 74015 -       | 1998 FP130               | 22 marzo 1998    | LINEAR                           |
| 74016 -       | 1998 FK136               | 28 marzo 1998    | LINEAR                           |
| 74017 -       | 1998 FN138               | 28 marzo 1998    | LINEAR                           |
| 74018 -       | 1998 FF148               | 29 marzo 1998    | LINEAR                           |
| 74019 -       | 1998 GY                  | 2 aprile 1998    | F. B. Zoltowski                  |
| 74020 -       | 1998 GW10                | 2 aprile 1998    | E. W. Elst                       |
| 74021 -       | 1998 HP1                 | 19 aprile 1998   | Stroncone                        |
| 74022 -       | 1998 HG2                 | 18 aprile 1998   | Spacewatch                       |
| 74023 -       | 1998 HK4                 | 21 aprile 1998   | Spacewatch                       |
| 74024 Hrabě   | 1998 HR4                 | 23 aprile 1998   | Kleť                             |
| 74025 -       | 1998 HA6                 | 21 aprile 1998   | ODAS                             |
| 74026 -       | 1998 HL8                 | 22 aprile 1998   | F. B. Zoltowski                  |
| 74027 -       | 1998 HG18                | 18 aprile 1998   | LINEAR                           |
| 74028 -       | 1998 HR18                | 18 aprile 1998   | LINEAR                           |
| 74029 -       | 1998 HR19                | 18 aprile 1998   | LINEAR                           |
| 74030 -       | 1998 HF21                | 20 aprile 1998   | LINEAR                           |
| 74031 -       | 1998 HM22                | 20 aprile 1998   | LINEAR                           |
| 74032 -       | 1998 HR27                | 22 aprile 1998   | Spacewatch                       |
| 74033 -       | 1998 HW27                | 22 aprile 1998   | Spacewatch                       |
| 74034 -       | 1998 HX31                | 20 aprile 1998   | LINEAR                           |
| 74035 -       | 1998 HF44                | 20 aprile 1998   | LINEAR                           |
| 74036 -       | 1998 HR45                | 20 aprile 1998   | LINEAR                           |
| 74037 -       | 1998 HB55                | 21 aprile 1998   | LINEAR                           |
| 74038 -       | 1998 HE74                | 21 aprile 1998   | LINEAR                           |
| 74039 -       | 1998 HA80                | 21 aprile 1998   | LINEAR                           |
| 74040 -       | 1998 HU83                | 21 aprile 1998   | LINEAR                           |
| 74041 -       | 1998 HC88                | 21 aprile 1998   | LINEAR                           |
| 74042 -       | 1998 HX92                | 21 aprile 1998   | LINEAR                           |
| 74043 -       | 1998 HV96                | 21 aprile 1998   | LINEAR                           |
| 74044 -       | 1998 HQ98                | 21 aprile 1998   | LINEAR                           |
| 74045 -       | 1998 HG102               | 25 aprile 1998   | E. W. Elst                       |
| 74046 -       | 1998 HX102               | 25 aprile 1998   | E. W. Elst                       |
| 74047 -       | 1998 HF107               | 23 aprile 1998   | LINEAR                           |
| 74048 -       | 1998 HP121               | 23 aprile 1998   | LINEAR                           |
| 74049 -       | 1998 HA123               | 23 aprile 1998   | LINEAR                           |
| 74050 -       | 1998 HF127               | 18 aprile 1998   | LINEAR                           |
| 74051 -       | 1998 HP150               | 20 aprile 1998   | Spacewatch                       |
| 74052 -       | 1998 JB1                 | 1 maggio 1998    | NEAT                             |
| 74053 -       | 1998 JV3                 | 6 maggio 1998    | ODAS                             |
| 74054 -       | 1998 JT4                 | 1 maggio 1998    | LINEAR                           |
| 74055 -       | 1998 KY6                 | 22 maggio 1998   | LONEOS                           |
| 74056 -       | 1998 KM9                 | 28 maggio 1998   | P. G. Comba                      |
| 74057 -       | 1998 KW12                | 22 maggio 1998   | LINEAR                           |
| 74058 -       | 1998 KQ18                | 22 maggio 1998   | LINEAR                           |
| 74059 -       | 1998 KJ20                | 22 maggio 1998   | LINEAR                           |
| 74060 -       | 1998 KJ24                | 22 maggio 1998   | LINEAR                           |
| 74061 -       | 1998 KK28                | 22 maggio 1998   | LINEAR                           |
| 74062 -       | 1998 KR33                | 22 maggio 1998   | LINEAR                           |
| 74063 -       | 1998 KQ39                | 22 maggio 1998   | LINEAR                           |
| 74064 -       | 1998 KZ41                | 26 maggio 1998   | Spacewatch                       |
| 74065 -       | 1998 KS61                | 23 maggio 1998   | LINEAR                           |
| 74066 -       | 1998 KH65                | 22 maggio 1998   | LINEAR                           |
| 74067 -       | 1998 MH3                 | 16 giugno 1998   | Spacewatch                       |
| 74068 -       | 1998 MJ4                 | 22 giugno 1998   | P. G. Comba                      |
| 74069 -       | 1998 MO7                 | 22 giugno 1998   | F. B. Zoltowski                  |
| 74070 -       | 1998 MC9                 | 19 giugno 1998   | LINEAR                           |
| 74071 -       | 1998 MH9                 | 19 giugno 1998   | LINEAR                           |
| 74072 -       | 1998 MK9                 | 19 giugno 1998   | LINEAR                           |
| 74073 -       | 1998 MO13                | 24 giugno 1998   | LINEAR                           |
| 74074 -       | 1998 MC29                | 24 giugno 1998   | LINEAR                           |
| 74075 -       | 1998 MG29                | 24 giugno 1998   | LINEAR                           |
| 74076 -       | 1998 MT33                | 24 giugno 1998   | LINEAR                           |
| 74077 -       | 1998 MA47                | 28 giugno 1998   | E. W. Elst                       |
| 74078 -       | 1998 NP                  | 3 luglio 1998    | F. B. Zoltowski                  |
| 74079 -       | 1998 NS                  | 11 luglio 1998   | F. B. Zoltowski                  |
| 74080 -       | 1998 OW                  | 20 luglio 1998   | ODAS                             |
| 74081 -       | 1998 OU1                 | 24 luglio 1998   | NEAT                             |
| 74082 -       | 1998 OM3                 | 23 luglio 1998   | ODAS                             |
| 74083 -       | 1998 OF6                 | 30 luglio 1998   | Višnjan Observatory              |
| 74084 -       | 1998 OA10                | 26 luglio 1998   | E. W. Elst                       |
| 74085 -       | 1998 OB12                | 22 luglio 1998   | J. Broughton                     |
| 74086 -       | 1998 OE12                | 28 luglio 1998   | J. Broughton                     |
| 74087 -       | 1998 OS13                | 26 luglio 1998   | E. W. Elst                       |
| 74088 -       | 1998 OK14                | 26 luglio 1998   | E. W. Elst                       |
| 74089 -       | 1998 OJ15                | 20 luglio 1998   | NEAT                             |
| 74090 -       | 1998 QU                  | 18 agosto 1998   | À. López, R. Pacheco             |
| 74091 -       | 1998 QH3                 | 17 agosto 1998   | LINEAR                           |
| 74092 Xiangda | 1998 QJ5                 | 22 agosto 1998   | BAO Schmidt CCD Asteroid Program |
| 74093 -       | 1998 QU6                 | 24 agosto 1998   | ODAS                             |
| 74094 -       | 1998 QU8                 | 17 agosto 1998   | LINEAR                           |
| 74095 -       | 1998 QC15                | 17 agosto 1998   | LINEAR                           |
| 74096 -       | 1998 QD15                | 17 agosto 1998   | LINEAR                           |
| 74097 -       | 1998 QX15                | 17 agosto 1998   | W. Bickel                        |
| 74098 -       | 1998 QA21                | 17 agosto 1998   | LINEAR                           |
| 74099 -       | 1998 QK22                | 17 agosto 1998   | LINEAR                           |
| 74100 -       | 1998 QE26                | 25 agosto 1998   | Višnjan Observatory              |

## 74101-74200
| Nome    | Designazione provvisoria | Data di scoperta  | Scopritore      |
| ------- | ------------------------ | ----------------- | --------------- |
| 74101 - | 1998 QS30                | 17 agosto 1998    | LINEAR          |
| 74102 - | 1998 QX30                | 17 agosto 1998    | LINEAR          |
| 74103 - | 1998 QP31                | 17 agosto 1998    | LINEAR          |
| 74104 - | 1998 QK35                | 17 agosto 1998    | LINEAR          |
| 74105 - | 1998 QW35                | 17 agosto 1998    | LINEAR          |
| 74106 - | 1998 QS36                | 17 agosto 1998    | LINEAR          |
| 74107 - | 1998 QM37                | 17 agosto 1998    | LINEAR          |
| 74108 - | 1998 QP37                | 17 agosto 1998    | LINEAR          |
| 74109 - | 1998 QT37                | 17 agosto 1998    | LINEAR          |
| 74110 - | 1998 QU37                | 17 agosto 1998    | LINEAR          |
| 74111 - | 1998 QD39                | 17 agosto 1998    | LINEAR          |
| 74112 - | 1998 QE40                | 17 agosto 1998    | LINEAR          |
| 74113 - | 1998 QZ42                | 17 agosto 1998    | LINEAR          |
| 74114 - | 1998 QV46                | 17 agosto 1998    | LINEAR          |
| 74115 - | 1998 QR48                | 17 agosto 1998    | LINEAR          |
| 74116 - | 1998 QL49                | 17 agosto 1998    | LINEAR          |
| 74117 - | 1998 QG50                | 17 agosto 1998    | LINEAR          |
| 74118 - | 1998 QS50                | 17 agosto 1998    | LINEAR          |
| 74119 - | 1998 QH52                | 17 agosto 1998    | LINEAR          |
| 74120 - | 1998 QJ53                | 20 agosto 1998    | LONEOS          |
| 74121 - | 1998 QT53                | 28 agosto 1998    | F. B. Zoltowski |
| 74122 - | 1998 QU54                | 27 agosto 1998    | LONEOS          |
| 74123 - | 1998 QG56                | 28 agosto 1998    | LINEAR          |
| 74124 - | 1998 QB58                | 30 agosto 1998    | Spacewatch      |
| 74125 - | 1998 QD59                | 26 agosto 1998    | Spacewatch      |
| 74126 - | 1998 QV60                | 23 agosto 1998    | LONEOS          |
| 74127 - | 1998 QG61                | 23 agosto 1998    | LONEOS          |
| 74128 - | 1998 QA66                | 24 agosto 1998    | LINEAR          |
| 74129 - | 1998 QT67                | 24 agosto 1998    | LINEAR          |
| 74130 - | 1998 QC68                | 24 agosto 1998    | LINEAR          |
| 74131 - | 1998 QN69                | 24 agosto 1998    | LINEAR          |
| 74132 - | 1998 QN71                | 24 agosto 1998    | LINEAR          |
| 74133 - | 1998 QV71                | 24 agosto 1998    | LINEAR          |
| 74134 - | 1998 QG72                | 24 agosto 1998    | LINEAR          |
| 74135 - | 1998 QL72                | 24 agosto 1998    | LINEAR          |
| 74136 - | 1998 QP73                | 24 agosto 1998    | LINEAR          |
| 74137 - | 1998 QY74                | 24 agosto 1998    | LINEAR          |
| 74138 - | 1998 QD75                | 24 agosto 1998    | LINEAR          |
| 74139 - | 1998 QC77                | 24 agosto 1998    | LINEAR          |
| 74140 - | 1998 QD77                | 24 agosto 1998    | LINEAR          |
| 74141 - | 1998 QK77                | 24 agosto 1998    | LINEAR          |
| 74142 - | 1998 QL77                | 24 agosto 1998    | LINEAR          |
| 74143 - | 1998 QP77                | 24 agosto 1998    | LINEAR          |
| 74144 - | 1998 QV77                | 24 agosto 1998    | LINEAR          |
| 74145 - | 1998 QO84                | 24 agosto 1998    | LINEAR          |
| 74146 - | 1998 QS84                | 24 agosto 1998    | LINEAR          |
| 74147 - | 1998 QR86                | 24 agosto 1998    | LINEAR          |
| 74148 - | 1998 QP87                | 24 agosto 1998    | LINEAR          |
| 74149 - | 1998 QE88                | 24 agosto 1998    | LINEAR          |
| 74150 - | 1998 QR89                | 24 agosto 1998    | LINEAR          |
| 74151 - | 1998 QD90                | 24 agosto 1998    | LINEAR          |
| 74152 - | 1998 QH90                | 24 agosto 1998    | LINEAR          |
| 74153 - | 1998 QJ90                | 24 agosto 1998    | LINEAR          |
| 74154 - | 1998 QM91                | 28 agosto 1998    | LINEAR          |
| 74155 - | 1998 QK93                | 28 agosto 1998    | LINEAR          |
| 74156 - | 1998 QH95                | 19 agosto 1998    | LINEAR          |
| 74157 - | 1998 QK96                | 19 agosto 1998    | LINEAR          |
| 74158 - | 1998 QU97                | 24 agosto 1998    | LINEAR          |
| 74159 - | 1998 QA100               | 26 agosto 1998    | E. W. Elst      |
| 74160 - | 1998 QE101               | 26 agosto 1998    | E. W. Elst      |
| 74161 - | 1998 QF101               | 26 agosto 1998    | E. W. Elst      |
| 74162 - | 1998 QR102               | 26 agosto 1998    | E. W. Elst      |
| 74163 - | 1998 QA104               | 26 agosto 1998    | E. W. Elst      |
| 74164 - | 1998 QL104               | 26 agosto 1998    | E. W. Elst      |
| 74165 - | 1998 QU104               | 26 agosto 1998    | E. W. Elst      |
| 74166 - | 1998 QO109               | 19 agosto 1998    | NEAT            |
| 74167 - | 1998 RF2                 | 15 settembre 1998 | ODAS            |
| 74168 - | 1998 RK2                 | 15 settembre 1998 | ODAS            |
| 74169 - | 1998 RX2                 | 13 settembre 1998 | Spacewatch      |
| 74170 - | 1998 RB3                 | 13 settembre 1998 | Spacewatch      |
| 74171 - | 1998 RA6                 | 13 settembre 1998 | LONEOS          |
| 74172 - | 1998 RX7                 | 12 settembre 1998 | Spacewatch      |
| 74173 - | 1998 RL8                 | 12 settembre 1998 | Spacewatch      |
| 74174 - | 1998 RL11                | 13 settembre 1998 | Spacewatch      |
| 74175 - | 1998 RX13                | 13 settembre 1998 | Spacewatch      |
| 74176 - | 1998 RF17                | 14 settembre 1998 | LINEAR          |
| 74177 - | 1998 RZ18                | 14 settembre 1998 | LINEAR          |
| 74178 - | 1998 RD19                | 14 settembre 1998 | LINEAR          |
| 74179 - | 1998 RZ23                | 14 settembre 1998 | LINEAR          |
| 74180 - | 1998 RK26                | 14 settembre 1998 | LINEAR          |
| 74181 - | 1998 RB28                | 14 settembre 1998 | LINEAR          |
| 74182 - | 1998 RR30                | 14 settembre 1998 | LINEAR          |
| 74183 - | 1998 RF39                | 14 settembre 1998 | LINEAR          |
| 74184 - | 1998 RM39                | 14 settembre 1998 | LINEAR          |
| 74185 - | 1998 RV39                | 14 settembre 1998 | LINEAR          |
| 74186 - | 1998 RJ40                | 14 settembre 1998 | LINEAR          |
| 74187 - | 1998 RZ40                | 14 settembre 1998 | LINEAR          |
| 74188 - | 1998 RC43                | 14 settembre 1998 | LINEAR          |
| 74189 - | 1998 RM43                | 14 settembre 1998 | LINEAR          |
| 74190 - | 1998 RA44                | 14 settembre 1998 | LINEAR          |
| 74191 - | 1998 RK45                | 14 settembre 1998 | LINEAR          |
| 74192 - | 1998 RV45                | 14 settembre 1998 | LINEAR          |
| 74193 - | 1998 RW45                | 14 settembre 1998 | LINEAR          |
| 74194 - | 1998 RL48                | 14 settembre 1998 | LINEAR          |
| 74195 - | 1998 RJ49                | 14 settembre 1998 | LINEAR          |
| 74196 - | 1998 RU49                | 14 settembre 1998 | LINEAR          |
| 74197 - | 1998 RX49                | 14 settembre 1998 | LINEAR          |
| 74198 - | 1998 RA50                | 14 settembre 1998 | LINEAR          |
| 74199 - | 1998 RA52                | 14 settembre 1998 | LINEAR          |
| 74200 - | 1998 RB53                | 14 settembre 1998 | LINEAR          |

## 74201-74300
| Nome    | Designazione provvisoria | Data di scoperta  | Scopritore                       |
| ------- | ------------------------ | ----------------- | -------------------------------- |
| 74201 - | 1998 RR55                | 14 settembre 1998 | LINEAR                           |
| 74202 - | 1998 RL56                | 14 settembre 1998 | LINEAR                           |
| 74203 - | 1998 RN56                | 14 settembre 1998 | LINEAR                           |
| 74204 - | 1998 RH58                | 14 settembre 1998 | LINEAR                           |
| 74205 - | 1998 RS58                | 14 settembre 1998 | LINEAR                           |
| 74206 - | 1998 RY58                | 14 settembre 1998 | LINEAR                           |
| 74207 - | 1998 RJ59                | 14 settembre 1998 | LINEAR                           |
| 74208 - | 1998 RD60                | 14 settembre 1998 | LINEAR                           |
| 74209 - | 1998 RJ60                | 14 settembre 1998 | LINEAR                           |
| 74210 - | 1998 RX60                | 14 settembre 1998 | LINEAR                           |
| 74211 - | 1998 RO65                | 14 settembre 1998 | LINEAR                           |
| 74212 - | 1998 RS66                | 14 settembre 1998 | LINEAR                           |
| 74213 - | 1998 RD67                | 14 settembre 1998 | LINEAR                           |
| 74214 - | 1998 RO68                | 14 settembre 1998 | LINEAR                           |
| 74215 - | 1998 RV68                | 14 settembre 1998 | LINEAR                           |
| 74216 - | 1998 RX70                | 14 settembre 1998 | LINEAR                           |
| 74217 - | 1998 RB73                | 14 settembre 1998 | LINEAR                           |
| 74218 - | 1998 RW73                | 14 settembre 1998 | LINEAR                           |
| 74219 - | 1998 RM78                | 14 settembre 1998 | LINEAR                           |
| 74220 - | 1998 RX78                | 14 settembre 1998 | LINEAR                           |
| 74221 - | 1998 RU80                | 14 settembre 1998 | LINEAR                           |
| 74222 - | 1998 RZ80                | 15 settembre 1998 | LONEOS                           |
| 74223 - | 1998 RD81                | 15 settembre 1998 | LONEOS                           |
| 74224 - | 1998 SX1                 | 16 settembre 1998 | ODAS                             |
| 74225 - | 1998 SR9                 | 17 settembre 1998 | BAO Schmidt CCD Asteroid Program |
| 74226 - | 1998 SZ12                | 21 settembre 1998 | R. A. Tucker                     |
| 74227 - | 1998 SR13                | 23 settembre 1998 | ODAS                             |
| 74228 - | 1998 SJ15                | 16 settembre 1998 | Spacewatch                       |
| 74229 - | 1998 SE18                | 17 settembre 1998 | Spacewatch                       |
| 74230 - | 1998 SN23                | 17 settembre 1998 | LONEOS                           |
| 74231 - | 1998 SS24                | 17 settembre 1998 | LONEOS                           |
| 74232 - | 1998 ST26                | 24 settembre 1998 | P. Pravec                        |
| 74233 - | 1998 SU35                | 24 settembre 1998 | ODAS                             |
| 74234 - | 1998 SW36                | 20 settembre 1998 | Spacewatch                       |
| 74235 - | 1998 SF42                | 27 settembre 1998 | Spacewatch                       |
| 74236 - | 1998 SC47                | 25 settembre 1998 | Spacewatch                       |
| 74237 - | 1998 SX47                | 26 settembre 1998 | Spacewatch                       |
| 74238 - | 1998 SM48                | 27 settembre 1998 | Spacewatch                       |
| 74239 - | 1998 SP48                | 27 settembre 1998 | Spacewatch                       |
| 74240 - | 1998 SY52                | 30 settembre 1998 | Spacewatch                       |
| 74241 - | 1998 SM54                | 16 settembre 1998 | LONEOS                           |
| 74242 - | 1998 SY54                | 16 settembre 1998 | LONEOS                           |
| 74243 - | 1998 SR55                | 16 settembre 1998 | LONEOS                           |
| 74244 - | 1998 SS57                | 17 settembre 1998 | LONEOS                           |
| 74245 - | 1998 SO59                | 17 settembre 1998 | LONEOS                           |
| 74246 - | 1998 SS62                | 23 settembre 1998 | BAO Schmidt CCD Asteroid Program |
| 74247 - | 1998 SR64                | 20 settembre 1998 | E. W. Elst                       |
| 74248 - | 1998 SS64                | 20 settembre 1998 | E. W. Elst                       |
| 74249 - | 1998 SB65                | 20 settembre 1998 | E. W. Elst                       |
| 74250 - | 1998 SN65                | 20 settembre 1998 | E. W. Elst                       |
| 74251 - | 1998 SV66                | 20 settembre 1998 | E. W. Elst                       |
| 74252 - | 1998 SS72                | 21 settembre 1998 | E. W. Elst                       |
| 74253 - | 1998 SR74                | 21 settembre 1998 | E. W. Elst                       |
| 74254 - | 1998 SA75                | 21 settembre 1998 | E. W. Elst                       |
| 74255 - | 1998 SL76                | 19 settembre 1998 | LINEAR                           |
| 74256 - | 1998 SS77                | 26 settembre 1998 | LINEAR                           |
| 74257 - | 1998 SR79                | 26 settembre 1998 | LINEAR                           |
| 74258 - | 1998 SY79                | 26 settembre 1998 | LINEAR                           |
| 74259 - | 1998 SC80                | 26 settembre 1998 | LINEAR                           |
| 74260 - | 1998 SS80                | 26 settembre 1998 | LINEAR                           |
| 74261 - | 1998 SO84                | 26 settembre 1998 | LINEAR                           |
| 74262 - | 1998 SO87                | 26 settembre 1998 | LINEAR                           |
| 74263 - | 1998 SH89                | 26 settembre 1998 | LINEAR                           |
| 74264 - | 1998 SS93                | 26 settembre 1998 | LINEAR                           |
| 74265 - | 1998 SQ95                | 26 settembre 1998 | LINEAR                           |
| 74266 - | 1998 SH102               | 26 settembre 1998 | LINEAR                           |
| 74267 - | 1998 SY107               | 26 settembre 1998 | LINEAR                           |
| 74268 - | 1998 SK109               | 26 settembre 1998 | LINEAR                           |
| 74269 - | 1998 SQ109               | 26 settembre 1998 | LINEAR                           |
| 74270 - | 1998 SR110               | 26 settembre 1998 | LINEAR                           |
| 74271 - | 1998 SK111               | 26 settembre 1998 | LINEAR                           |
| 74272 - | 1998 SC112               | 26 settembre 1998 | LINEAR                           |
| 74273 - | 1998 SL113               | 26 settembre 1998 | LINEAR                           |
| 74274 - | 1998 SZ116               | 26 settembre 1998 | LINEAR                           |
| 74275 - | 1998 SB117               | 26 settembre 1998 | LINEAR                           |
| 74276 - | 1998 SZ118               | 26 settembre 1998 | LINEAR                           |
| 74277 - | 1998 SE119               | 26 settembre 1998 | LINEAR                           |
| 74278 - | 1998 SR119               | 26 settembre 1998 | LINEAR                           |
| 74279 - | 1998 SC123               | 26 settembre 1998 | LINEAR                           |
| 74280 - | 1998 ST124               | 26 settembre 1998 | LINEAR                           |
| 74281 - | 1998 SE126               | 26 settembre 1998 | LINEAR                           |
| 74282 - | 1998 SC128               | 26 settembre 1998 | LINEAR                           |
| 74283 - | 1998 SJ130               | 26 settembre 1998 | LINEAR                           |
| 74284 - | 1998 SV130               | 26 settembre 1998 | LINEAR                           |
| 74285 - | 1998 SR131               | 26 settembre 1998 | LINEAR                           |
| 74286 - | 1998 SX132               | 26 settembre 1998 | LINEAR                           |
| 74287 - | 1998 SS133               | 26 settembre 1998 | LINEAR                           |
| 74288 - | 1998 SG134               | 26 settembre 1998 | LINEAR                           |
| 74289 - | 1998 SX135               | 26 settembre 1998 | LINEAR                           |
| 74290 - | 1998 SQ136               | 26 settembre 1998 | LINEAR                           |
| 74291 - | 1998 SU136               | 26 settembre 1998 | LINEAR                           |
| 74292 - | 1998 SW138               | 26 settembre 1998 | LINEAR                           |
| 74293 - | 1998 SF140               | 26 settembre 1998 | LINEAR                           |
| 74294 - | 1998 SG140               | 26 settembre 1998 | LINEAR                           |
| 74295 - | 1998 SR147               | 20 settembre 1998 | E. W. Elst                       |
| 74296 - | 1998 SV147               | 20 settembre 1998 | E. W. Elst                       |
| 74297 - | 1998 SZ147               | 20 settembre 1998 | E. W. Elst                       |
| 74298 - | 1998 SG152               | 26 settembre 1998 | LINEAR                           |
| 74299 - | 1998 SQ152               | 26 settembre 1998 | LINEAR                           |
| 74300 - | 1998 SA153               | 26 settembre 1998 | LINEAR                           |

## 74301-74400
| Nome           | Designazione provvisoria | Data di scoperta  | Scopritore                       |
| -------------- | ------------------------ | ----------------- | -------------------------------- |
| 74301 -        | 1998 SK163               | 26 settembre 1998 | LINEAR                           |
| 74302 -        | 1998 TG1                 | 12 ottobre 1998   | Spacewatch                       |
| 74303 -        | 1998 TN3                 | 14 ottobre 1998   | LINEAR                           |
| 74304 -        | 1998 TA13                | 13 ottobre 1998   | Spacewatch                       |
| 74305 -        | 1998 TD13                | 13 ottobre 1998   | Spacewatch                       |
| 74306 -        | 1998 TS29                | 15 ottobre 1998   | Spacewatch                       |
| 74307 -        | 1998 TO30                | 10 ottobre 1998   | LONEOS                           |
| 74308 -        | 1998 TN31                | 11 ottobre 1998   | LONEOS                           |
| 74309 -        | 1998 TF32                | 11 ottobre 1998   | LONEOS                           |
| 74310 -        | 1998 TC33                | 14 ottobre 1998   | LONEOS                           |
| 74311 -        | 1998 TX37                | 14 ottobre 1998   | LONEOS                           |
| 74312 -        | 1998 UO6                 | 21 ottobre 1998   | Kleť                             |
| 74313 -        | 1998 US6                 | 18 ottobre 1998   | T. Kagawa                        |
| 74314 -        | 1998 UT7                 | 23 ottobre 1998   | K. Korlević                      |
| 74315 -        | 1998 UV11                | 17 ottobre 1998   | Spacewatch                       |
| 74316 -        | 1998 UW15                | 24 ottobre 1998   | K. Korlević                      |
| 74317 -        | 1998 UZ15                | 21 ottobre 1998   | ODAS                             |
| 74318 -        | 1998 UB16                | 22 ottobre 1998   | ODAS                             |
| 74319 -        | 1998 UH17                | 17 ottobre 1998   | BAO Schmidt CCD Asteroid Program |
| 74320 -        | 1998 UX17                | 19 ottobre 1998   | BAO Schmidt CCD Asteroid Program |
| 74321 -        | 1998 UT21                | 28 ottobre 1998   | LINEAR                           |
| 74322 -        | 1998 UN26                | 18 ottobre 1998   | E. W. Elst                       |
| 74323 -        | 1998 UM29                | 18 ottobre 1998   | E. W. Elst                       |
| 74324 -        | 1998 UP33                | 28 ottobre 1998   | LINEAR                           |
| 74325 -        | 1998 UV36                | 28 ottobre 1998   | LINEAR                           |
| 74326 -        | 1998 UU37                | 28 ottobre 1998   | LINEAR                           |
| 74327 -        | 1998 UT38                | 28 ottobre 1998   | LINEAR                           |
| 74328 -        | 1998 UB44                | 16 ottobre 1998   | LINEAR                           |
| 74329 -        | 1998 UU45                | 24 ottobre 1998   | Spacewatch                       |
| 74330 -        | 1998 UH46                | 24 ottobre 1998   | Spacewatch                       |
| 74331 -        | 1998 US47                | 28 ottobre 1998   | Spacewatch                       |
| 74332 -        | 1998 VB9                 | 10 novembre 1998  | LINEAR                           |
| 74333 -        | 1998 VD11                | 10 novembre 1998  | LINEAR                           |
| 74334 -        | 1998 VL11                | 10 novembre 1998  | LINEAR                           |
| 74335 -        | 1998 VS12                | 10 novembre 1998  | LINEAR                           |
| 74336 -        | 1998 VN14                | 10 novembre 1998  | LINEAR                           |
| 74337 -        | 1998 VH15                | 10 novembre 1998  | LINEAR                           |
| 74338 -        | 1998 VK15                | 10 novembre 1998  | LINEAR                           |
| 74339 -        | 1998 VW16                | 10 novembre 1998  | LINEAR                           |
| 74340 -        | 1998 VM19                | 10 novembre 1998  | LINEAR                           |
| 74341 -        | 1998 VP22                | 10 novembre 1998  | LINEAR                           |
| 74342 -        | 1998 VX26                | 10 novembre 1998  | LINEAR                           |
| 74343 -        | 1998 VH29                | 10 novembre 1998  | LINEAR                           |
| 74344 -        | 1998 VD34                | 14 novembre 1998  | N. Kawasato                      |
| 74345 -        | 1998 VY45                | 15 novembre 1998  | LONEOS                           |
| 74346 -        | 1998 VH47                | 14 novembre 1998  | Spacewatch                       |
| 74347 -        | 1998 VB49                | 10 novembre 1998  | LINEAR                           |
| 74348 -        | 1998 VT53                | 14 novembre 1998  | LINEAR                           |
| 74349 -        | 1998 VM54                | 14 novembre 1998  | LINEAR                           |
| 74350 -        | 1998 VO54                | 14 novembre 1998  | LINEAR                           |
| 74351 -        | 1998 VT54                | 14 novembre 1998  | LINEAR                           |
| 74352 -        | 1998 VA55                | 11 novembre 1998  | Višnjan Observatory              |
| 74353 -        | 1998 WT4                 | 18 novembre 1998  | CSS                              |
| 74354 -        | 1998 WA6                 | 18 novembre 1998  | S. Ueda, H. Kaneda               |
| 74355 -        | 1998 WJ12                | 21 novembre 1998  | LINEAR                           |
| 74356 -        | 1998 WP12                | 21 novembre 1998  | LINEAR                           |
| 74357 -        | 1998 WZ12                | 21 novembre 1998  | LINEAR                           |
| 74358 -        | 1998 WH13                | 21 novembre 1998  | LINEAR                           |
| 74359 -        | 1998 WK14                | 21 novembre 1998  | LINEAR                           |
| 74360 -        | 1998 WO14                | 21 novembre 1998  | LINEAR                           |
| 74361 -        | 1998 WK16                | 21 novembre 1998  | LINEAR                           |
| 74362 -        | 1998 WY19                | 29 novembre 1998  | F. B. Zoltowski                  |
| 74363 -        | 1998 WB23                | 18 novembre 1998  | LINEAR                           |
| 74364 -        | 1998 WZ26                | 16 novembre 1998  | Spacewatch                       |
| 74365 -        | 1998 WQ28                | 21 novembre 1998  | Spacewatch                       |
| 74366 -        | 1998 WZ39                | 22 novembre 1998  | Spacewatch                       |
| 74367 -        | 1998 WU40                | 16 novembre 1998  | LINEAR                           |
| 74368 -        | 1998 WG41                | 18 novembre 1998  | LINEAR                           |
| 74369 -        | 1998 WZ41                | 24 novembre 1998  | LINEAR                           |
| 74370 Kolářjan | 1998 XJ                  | 9 dicembre 1998   | Kleť                             |
| 74371 -        | 1998 XG1                 | 7 dicembre 1998   | ODAS                             |
| 74372 -        | 1998 XL1                 | 7 dicembre 1998   | ODAS                             |
| 74373 -        | 1998 XF2                 | 7 dicembre 1998   | ODAS                             |
| 74374 -        | 1998 XN4                 | 9 dicembre 1998   | K. Korlević                      |
| 74375 -        | 1998 XY6                 | 8 dicembre 1998   | Spacewatch                       |
| 74376 -        | 1998 XT7                 | 9 dicembre 1998   | Spacewatch                       |
| 74377 -        | 1998 XY7                 | 9 dicembre 1998   | Spacewatch                       |
| 74378 -        | 1998 XH11                | 8 dicembre 1998   | P. Antonini                      |
| 74379 -        | 1998 XU12                | 15 dicembre 1998  | K. Korlević                      |
| 74380 -        | 1998 XR13                | 15 dicembre 1998  | ODAS                             |
| 74381 -        | 1998 XU15                | 15 dicembre 1998  | Kleť                             |
| 74382 -        | 1998 XZ15                | 14 dicembre 1998  | LINEAR                           |
| 74383 -        | 1998 XC18                | 8 dicembre 1998   | Spacewatch                       |
| 74384 -        | 1998 XQ20                | 10 dicembre 1998  | Spacewatch                       |
| 74385 -        | 1998 XH21                | 10 dicembre 1998  | Spacewatch                       |
| 74386 -        | 1998 XG22                | 11 dicembre 1998  | Spacewatch                       |
| 74387 -        | 1998 XW24                | 12 dicembre 1998  | Spacewatch                       |
| 74388 -        | 1998 XG25                | 13 dicembre 1998  | Spacewatch                       |
| 74389 -        | 1998 XR25                | 14 dicembre 1998  | Spacewatch                       |
| 74390 -        | 1998 XK37                | 14 dicembre 1998  | LINEAR                           |
| 74391 -        | 1998 XC41                | 14 dicembre 1998  | LINEAR                           |
| 74392 -        | 1998 XN55                | 15 dicembre 1998  | LINEAR                           |
| 74393 -        | 1998 XX56                | 15 dicembre 1998  | LINEAR                           |
| 74394 -        | 1998 XO57                | 15 dicembre 1998  | LINEAR                           |
| 74395 -        | 1998 XY57                | 15 dicembre 1998  | LINEAR                           |
| 74396 -        | 1998 XK68                | 14 dicembre 1998  | LINEAR                           |
| 74397 -        | 1998 XS71                | 14 dicembre 1998  | LINEAR                           |
| 74398 -        | 1998 XD73                | 14 dicembre 1998  | LINEAR                           |
| 74399 -        | 1998 XR73                | 14 dicembre 1998  | LINEAR                           |
| 74400 Streaky  | 1998 XH97                | 11 dicembre 1998  | O. A. Naranjo                    |

## 74401-74500
| Nome          | Designazione provvisoria | Data di scoperta | Scopritore                       |
| ------------- | ------------------------ | ---------------- | -------------------------------- |
| 74401 -       | 1998 YZ                  | 16 dicembre 1998 | Kleť                             |
| 74402 -       | 1998 YP4                 | 19 dicembre 1998 | CSS                              |
| 74403 -       | 1998 YR5                 | 21 dicembre 1998 | T. Kobayashi                     |
| 74404 -       | 1998 YU11                | 19 dicembre 1998 | N. Kawasato                      |
| 74405 -       | 1998 YH13                | 17 dicembre 1998 | Spacewatch                       |
| 74406 -       | 1998 YW13                | 19 dicembre 1998 | Spacewatch                       |
| 74407 -       | 1998 YJ21                | 26 dicembre 1998 | Spacewatch                       |
| 74408 -       | 1998 YX21                | 26 dicembre 1998 | Spacewatch                       |
| 74409 -       | 1998 YN28                | 16 dicembre 1998 | LINEAR                           |
| 74410 -       | 1999 AX4                 | 11 gennaio 1999  | T. Kobayashi                     |
| 74411 -       | 1999 AE5                 | 15 gennaio 1999  | Spacewatch                       |
| 74412 -       | 1999 AZ7                 | 13 gennaio 1999  | T. Kobayashi                     |
| 74413 -       | 1999 AW8                 | 6 gennaio 1999   | BAO Schmidt CCD Asteroid Program |
| 74414 -       | 1999 AN9                 | 10 gennaio 1999  | BAO Schmidt CCD Asteroid Program |
| 74415 -       | 1999 AR9                 | 10 gennaio 1999  | BAO Schmidt CCD Asteroid Program |
| 74416 -       | 1999 AR10                | 7 gennaio 1999   | Spacewatch                       |
| 74417 -       | 1999 AP11                | 7 gennaio 1999   | Spacewatch                       |
| 74418 -       | 1999 AQ11                | 7 gennaio 1999   | Spacewatch                       |
| 74419 -       | 1999 AA13                | 7 gennaio 1999   | Spacewatch                       |
| 74420 -       | 1999 AR22                | 14 gennaio 1999  | BAO Schmidt CCD Asteroid Program |
| 74421 -       | 1999 AW24                | 15 gennaio 1999  | ODAS                             |
| 74422 -       | 1999 AP28                | 13 gennaio 1999  | Spacewatch                       |
| 74423 -       | 1999 AU37                | 10 gennaio 1999  | LONEOS                           |
| 74424 -       | 1999 BN                  | 17 gennaio 1999  | P. Kolény, L. Kornoš             |
| 74425 -       | 1999 BP                  | 16 gennaio 1999  | Višnjan Observatory              |
| 74426 -       | 1999 BK2                 | 19 gennaio 1999  | CSS                              |
| 74427 -       | 1999 BU2                 | 18 gennaio 1999  | T. Kobayashi                     |
| 74428 -       | 1999 BX3                 | 20 gennaio 1999  | K. Korlević                      |
| 74429 -       | 1999 BU7                 | 21 gennaio 1999  | K. Korlević                      |
| 74430 -       | 1999 BN10                | 24 gennaio 1999  | K. Korlević                      |
| 74431 -       | 1999 BK12                | 24 gennaio 1999  | Farra d'Isonzo                   |
| 74432 -       | 1999 BM12                | 24 gennaio 1999  | Črni Vrh                         |
| 74433 -       | 1999 BC13                | 24 gennaio 1999  | K. Korlević                      |
| 74434 -       | 1999 BZ20                | 16 gennaio 1999  | LINEAR                           |
| 74435 -       | 1999 BM26                | 16 gennaio 1999  | Spacewatch                       |
| 74436 -       | 1999 BZ29                | 18 gennaio 1999  | Spacewatch                       |
| 74437 -       | 1999 CR                  | 5 febbraio 1999  | T. Kobayashi                     |
| 74438 -       | 1999 CT                  | 5 febbraio 1999  | T. Kobayashi                     |
| 74439 Brenden | 1999 CT2                 | 6 febbraio 1999  | W. R. Cooney Jr.                 |
| 74440 -       | 1999 CD6                 | 10 febbraio 1999 | LINEAR                           |
| 74441 -       | 1999 CL7                 | 10 febbraio 1999 | LINEAR                           |
| 74442 -       | 1999 CJ9                 | 8 febbraio 1999  | N. Kawasato                      |
| 74443 -       | 1999 CY11                | 12 febbraio 1999 | LINEAR                           |
| 74444 -       | 1999 CJ12                | 12 febbraio 1999 | LINEAR                           |
| 74445 -       | 1999 CP14                | 15 febbraio 1999 | K. Korlević                      |
| 74446 -       | 1999 CT19                | 10 febbraio 1999 | LINEAR                           |
| 74447 -       | 1999 CH21                | 10 febbraio 1999 | LINEAR                           |
| 74448 -       | 1999 CL21                | 10 febbraio 1999 | LINEAR                           |
| 74449 -       | 1999 CR22                | 10 febbraio 1999 | LINEAR                           |
| 74450 -       | 1999 CP25                | 10 febbraio 1999 | LINEAR                           |
| 74451 -       | 1999 CZ25                | 10 febbraio 1999 | LINEAR                           |
| 74452 -       | 1999 CL27                | 10 febbraio 1999 | LINEAR                           |
| 74453 -       | 1999 CR28                | 10 febbraio 1999 | LINEAR                           |
| 74454 -       | 1999 CV28                | 10 febbraio 1999 | LINEAR                           |
| 74455 -       | 1999 CW28                | 10 febbraio 1999 | LINEAR                           |
| 74456 -       | 1999 CN30                | 10 febbraio 1999 | LINEAR                           |
| 74457 -       | 1999 CC31                | 10 febbraio 1999 | LINEAR                           |
| 74458 -       | 1999 CA32                | 10 febbraio 1999 | LINEAR                           |
| 74459 -       | 1999 CQ32                | 10 febbraio 1999 | LINEAR                           |
| 74460 -       | 1999 CW32                | 10 febbraio 1999 | LINEAR                           |
| 74461 -       | 1999 CB34                | 10 febbraio 1999 | LINEAR                           |
| 74462 -       | 1999 CR37                | 10 febbraio 1999 | LINEAR                           |
| 74463 -       | 1999 CW37                | 10 febbraio 1999 | LINEAR                           |
| 74464 -       | 1999 CA38                | 10 febbraio 1999 | LINEAR                           |
| 74465 -       | 1999 CF38                | 10 febbraio 1999 | LINEAR                           |
| 74466 -       | 1999 CS41                | 10 febbraio 1999 | LINEAR                           |
| 74467 -       | 1999 CG44                | 10 febbraio 1999 | LINEAR                           |
| 74468 -       | 1999 CY44                | 10 febbraio 1999 | LINEAR                           |
| 74469 -       | 1999 CN52                | 10 febbraio 1999 | LINEAR                           |
| 74470 -       | 1999 CH55                | 10 febbraio 1999 | LINEAR                           |
| 74471 -       | 1999 CT55                | 10 febbraio 1999 | LINEAR                           |
| 74472 -       | 1999 CX55                | 10 febbraio 1999 | LINEAR                           |
| 74473 -       | 1999 CY55                | 10 febbraio 1999 | LINEAR                           |
| 74474 -       | 1999 CL60                | 12 febbraio 1999 | LINEAR                           |
| 74475 -       | 1999 CM63                | 12 febbraio 1999 | LINEAR                           |
| 74476 -       | 1999 CV65                | 12 febbraio 1999 | LINEAR                           |
| 74477 -       | 1999 CY66                | 12 febbraio 1999 | LINEAR                           |
| 74478 -       | 1999 CH68                | 12 febbraio 1999 | LINEAR                           |
| 74479 -       | 1999 CJ72                | 12 febbraio 1999 | LINEAR                           |
| 74480 -       | 1999 CE79                | 12 febbraio 1999 | LINEAR                           |
| 74481 -       | 1999 CL83                | 10 febbraio 1999 | LINEAR                           |
| 74482 -       | 1999 CO92                | 10 febbraio 1999 | LINEAR                           |
| 74483 -       | 1999 CD94                | 10 febbraio 1999 | LINEAR                           |
| 74484 -       | 1999 CN95                | 10 febbraio 1999 | LINEAR                           |
| 74485 -       | 1999 CJ101               | 10 febbraio 1999 | LINEAR                           |
| 74486 -       | 1999 CA102               | 10 febbraio 1999 | LINEAR                           |
| 74487 -       | 1999 CE105               | 12 febbraio 1999 | LINEAR                           |
| 74488 -       | 1999 CX110               | 12 febbraio 1999 | LINEAR                           |
| 74489 -       | 1999 CC120               | 11 febbraio 1999 | LINEAR                           |
| 74490 -       | 1999 CS120               | 11 febbraio 1999 | LINEAR                           |
| 74491 -       | 1999 CN122               | 11 febbraio 1999 | LINEAR                           |
| 74492 -       | 1999 CP122               | 11 febbraio 1999 | LINEAR                           |
| 74493 -       | 1999 CQ122               | 11 febbraio 1999 | LINEAR                           |
| 74494 -       | 1999 CP123               | 11 febbraio 1999 | LINEAR                           |
| 74495 -       | 1999 CD127               | 11 febbraio 1999 | LINEAR                           |
| 74496 -       | 1999 CO136               | 9 febbraio 1999  | Spacewatch                       |
| 74497 -       | 1999 CG137               | 9 febbraio 1999  | Spacewatch                       |
| 74498 -       | 1999 CM138               | 7 febbraio 1999  | Spacewatch                       |
| 74499 -       | 1999 CH141               | 10 febbraio 1999 | Spacewatch                       |
| 74500 -       | 1999 CQ146               | 9 febbraio 1999  | Spacewatch                       |

## 74501-74600
| Nome          | Designazione provvisoria | Data di scoperta | Scopritore           |
| ------------- | ------------------------ | ---------------- | -------------------- |
| 74501 -       | 1999 CO152               | 12 febbraio 1999 | Spacewatch           |
| 74502 -       | 1999 DG2                 | 19 febbraio 1999 | T. Kobayashi         |
| 74503 Madola  | 1999 DN4                 | 23 febbraio 1999 | D. Bergeron          |
| 74504 -       | 1999 DF7                 | 18 febbraio 1999 | LONEOS               |
| 74505 -       | 1999 EQ                  | 6 marzo 1999     | Spacewatch           |
| 74506 -       | 1999 EJ4                 | 12 marzo 1999    | Spacewatch           |
| 74507 -       | 1999 FX                  | 17 marzo 1999    | ODAS                 |
| 74508 -       | 1999 FQ2                 | 16 marzo 1999    | Spacewatch           |
| 74509 Gillett | 1999 FG7                 | 22 marzo 1999    | C. W. Juels          |
| 74510 -       | 1999 FF8                 | 20 marzo 1999    | LINEAR               |
| 74511 -       | 1999 FH8                 | 20 marzo 1999    | LINEAR               |
| 74512 -       | 1999 FS8                 | 20 marzo 1999    | LINEAR               |
| 74513 -       | 1999 FS10                | 16 marzo 1999    | Spacewatch           |
| 74514 -       | 1999 FG16                | 21 marzo 1999    | Spacewatch           |
| 74515 -       | 1999 FL28                | 19 marzo 1999    | LINEAR               |
| 74516 -       | 1999 FD30                | 19 marzo 1999    | LINEAR               |
| 74517 -       | 1999 FU31                | 19 marzo 1999    | LINEAR               |
| 74518 -       | 1999 FU33                | 19 marzo 1999    | LINEAR               |
| 74519 -       | 1999 FA34                | 19 marzo 1999    | LINEAR               |
| 74520 -       | 1999 FF35                | 19 marzo 1999    | LINEAR               |
| 74521 -       | 1999 FF36                | 20 marzo 1999    | LINEAR               |
| 74522 -       | 1999 FH62                | 22 marzo 1999    | LONEOS               |
| 74523 -       | 1999 GA6                 | 7 aprile 1999    | Spacewatch           |
| 74524 -       | 1999 GG16                | 9 aprile 1999    | LINEAR               |
| 74525 -       | 1999 GW22                | 6 aprile 1999    | LINEAR               |
| 74526 -       | 1999 GU23                | 6 aprile 1999    | LINEAR               |
| 74527 -       | 1999 GZ24                | 6 aprile 1999    | LINEAR               |
| 74528 -       | 1999 GV34                | 6 aprile 1999    | LINEAR               |
| 74529 -       | 1999 GJ35                | 6 aprile 1999    | LINEAR               |
| 74530 -       | 1999 GW39                | 12 aprile 1999   | LINEAR               |
| 74531 -       | 1999 GR40                | 12 aprile 1999   | LINEAR               |
| 74532 -       | 1999 GO47                | 6 aprile 1999    | LONEOS               |
| 74533 -       | 1999 GS50                | 10 aprile 1999   | LONEOS               |
| 74534 -       | 1999 JA                  | 1 maggio 1999    | F. B. Zoltowski      |
| 74535 -       | 1999 JS3                 | 10 maggio 1999   | LINEAR               |
| 74536 -       | 1999 JF4                 | 10 maggio 1999   | LINEAR               |
| 74537 -       | 1999 JQ11                | 12 maggio 1999   | LINEAR               |
| 74538 -       | 1999 JS12                | 14 maggio 1999   | CSS                  |
| 74539 -       | 1999 JD15                | 12 maggio 1999   | LINEAR               |
| 74540 -       | 1999 JG22                | 10 maggio 1999   | LINEAR               |
| 74541 -       | 1999 JT22                | 10 maggio 1999   | LINEAR               |
| 74542 -       | 1999 JB28                | 10 maggio 1999   | LINEAR               |
| 74543 -       | 1999 JT36                | 10 maggio 1999   | LINEAR               |
| 74544 -       | 1999 JJ55                | 10 maggio 1999   | LINEAR               |
| 74545 -       | 1999 JB59                | 10 maggio 1999   | LINEAR               |
| 74546 -       | 1999 JR61                | 10 maggio 1999   | LINEAR               |
| 74547 -       | 1999 JE63                | 10 maggio 1999   | LINEAR               |
| 74548 -       | 1999 JM64                | 10 maggio 1999   | LINEAR               |
| 74549 -       | 1999 JU80                | 12 maggio 1999   | LINEAR               |
| 74550 -       | 1999 JC82                | 12 maggio 1999   | LINEAR               |
| 74551 -       | 1999 JY98                | 12 maggio 1999   | LINEAR               |
| 74552 -       | 1999 JV111               | 13 maggio 1999   | LINEAR               |
| 74553 -       | 1999 KR1                 | 16 maggio 1999   | Spacewatch           |
| 74554 -       | 1999 LG1                 | 7 giugno 1999    | LINEAR               |
| 74555 -       | 1999 LV1                 | 4 giugno 1999    | LINEAR               |
| 74556 -       | 1999 LG6                 | 11 giugno 1999   | K. Korlević          |
| 74557 -       | 1999 LP13                | 9 giugno 1999    | LINEAR               |
| 74558 -       | 1999 LT13                | 9 giugno 1999    | LINEAR               |
| 74559 -       | 1999 LQ14                | 10 giugno 1999   | LINEAR               |
| 74560 -       | 1999 LC15                | 12 giugno 1999   | LINEAR               |
| 74561 -       | 1999 LE18                | 9 giugno 1999    | LINEAR               |
| 74562 -       | 1999 LD25                | 9 giugno 1999    | LINEAR               |
| 74563 -       | 1999 MQ                  | 20 giugno 1999   | J. Broughton         |
| 74564 -       | 1999 NY1                 | 12 luglio 1999   | LINEAR               |
| 74565 -       | 1999 NT3                 | 13 luglio 1999   | LINEAR               |
| 74566 -       | 1999 NE5                 | 10 luglio 1999   | À. López, R. Pacheco |
| 74567 -       | 1999 NP6                 | 13 luglio 1999   | LINEAR               |
| 74568 -       | 1999 NO7                 | 13 luglio 1999   | LINEAR               |
| 74569 -       | 1999 NR7                 | 13 luglio 1999   | LINEAR               |
| 74570 -       | 1999 NE8                 | 13 luglio 1999   | LINEAR               |
| 74571 -       | 1999 NQ8                 | 13 luglio 1999   | LINEAR               |
| 74572 -       | 1999 NQ10                | 13 luglio 1999   | LINEAR               |
| 74573 -       | 1999 NB11                | 13 luglio 1999   | LINEAR               |
| 74574 -       | 1999 NZ16                | 14 luglio 1999   | LINEAR               |
| 74575 -       | 1999 NV18                | 14 luglio 1999   | LINEAR               |
| 74576 -       | 1999 NG25                | 14 luglio 1999   | LINEAR               |
| 74577 -       | 1999 NN26                | 14 luglio 1999   | LINEAR               |
| 74578 -       | 1999 NF28                | 14 luglio 1999   | LINEAR               |
| 74579 -       | 1999 NG30                | 14 luglio 1999   | LINEAR               |
| 74580 -       | 1999 NE36                | 14 luglio 1999   | LINEAR               |
| 74581 -       | 1999 NS38                | 14 luglio 1999   | LINEAR               |
| 74582 -       | 1999 NU49                | 13 luglio 1999   | LINEAR               |
| 74583 -       | 1999 NF50                | 13 luglio 1999   | LINEAR               |
| 74584 -       | 1999 NH50                | 13 luglio 1999   | LINEAR               |
| 74585 -       | 1999 NV52                | 12 luglio 1999   | LINEAR               |
| 74586 -       | 1999 NG63                | 14 luglio 1999   | LINEAR               |
| 74587 -       | 1999 ON1                 | 21 luglio 1999   | P. G. Comba          |
| 74588 -       | 1999 OO1                 | 19 luglio 1999   | J. Broughton         |
| 74589 -       | 1999 OX1                 | 16 luglio 1999   | LINEAR               |
| 74590 -       | 1999 OG2                 | 22 luglio 1999   | LINEAR               |
| 74591 -       | 1999 PS1                 | 10 agosto 1999   | J. Nomen             |
| 74592 -       | 1999 PR4                 | 15 agosto 1999   | G. Hug               |
| 74593 -       | 1999 PS4                 | 15 agosto 1999   | G. Hug               |
| 74594 -       | 1999 PN6                 | 7 agosto 1999    | LONEOS               |
| 74595 -       | 1999 QP                  | 20 agosto 1999   | G. Bell, G. Hug      |
| 74596 -       | 1999 QQ                  | 20 agosto 1999   | Kleť                 |
| 74597 -       | 1999 RG                  | 3 settembre 1999 | P. G. Comba          |
| 74598 -       | 1999 RU1                 | 5 settembre 1999 | K. Korlević          |
| 74599 -       | 1999 RF3                 | 6 settembre 1999 | K. Korlević          |
| 74600 -       | 1999 RH3                 | 2 settembre 1999 | W. Bickel            |

## 74601-74700
| Nome             | Designazione provvisoria | Data di scoperta  | Scopritore         |
| ---------------- | ------------------------ | ----------------- | ------------------ |
| 74601 -          | 1999 RK3                 | 5 settembre 1999  | L. Šarounová       |
| 74602 -          | 1999 RJ4                 | 5 settembre 1999  | CSS                |
| 74603 -          | 1999 RL6                 | 3 settembre 1999  | Spacewatch         |
| 74604 -          | 1999 RU11                | 7 settembre 1999  | LINEAR             |
| 74605 -          | 1999 RL12                | 7 settembre 1999  | LINEAR             |
| 74606 -          | 1999 RR12                | 7 settembre 1999  | LINEAR             |
| 74607 -          | 1999 RJ14                | 7 settembre 1999  | LINEAR             |
| 74608 -          | 1999 RC17                | 7 settembre 1999  | LINEAR             |
| 74609 -          | 1999 RE17                | 7 settembre 1999  | LINEAR             |
| 74610 -          | 1999 RJ17                | 7 settembre 1999  | LINEAR             |
| 74611 -          | 1999 RK17                | 7 settembre 1999  | LINEAR             |
| 74612 -          | 1999 RW17                | 7 settembre 1999  | LINEAR             |
| 74613 -          | 1999 RP19                | 7 settembre 1999  | LINEAR             |
| 74614 -          | 1999 RP21                | 7 settembre 1999  | LINEAR             |
| 74615 -          | 1999 RT21                | 7 settembre 1999  | LINEAR             |
| 74616 -          | 1999 RJ22                | 7 settembre 1999  | LINEAR             |
| 74617 -          | 1999 RP23                | 7 settembre 1999  | LINEAR             |
| 74618 -          | 1999 RQ23                | 7 settembre 1999  | LINEAR             |
| 74619 -          | 1999 RM25                | 7 settembre 1999  | LINEAR             |
| 74620 -          | 1999 RZ27                | 8 settembre 1999  | H. Mikuž           |
| 74621 -          | 1999 RG28                | 7 settembre 1999  | LONEOS             |
| 74622 -          | 1999 RF29                | 8 settembre 1999  | LINEAR             |
| 74623 -          | 1999 RX29                | 8 settembre 1999  | LINEAR             |
| 74624 -          | 1999 RS32                | 10 settembre 1999 | J. Nomen           |
| 74625 Tieproject | 1999 RR34                | 10 settembre 1999 | G. Masi, F. Mallia |
| 74626 -          | 1999 RW38                | 12 settembre 1999 | J. Broughton       |
| 74627 -          | 1999 RP42                | 14 settembre 1999 | K. Korlević        |
| 74628 -          | 1999 RV42                | 12 settembre 1999 | Črni Vrh           |
| 74629 -          | 1999 RB45                | 11 settembre 1999 | L. Bernasconi      |
| 74630 -          | 1999 RD46                | 7 settembre 1999  | LINEAR             |
| 74631 -          | 1999 RS46                | 7 settembre 1999  | LINEAR             |
| 74632 -          | 1999 RQ47                | 7 settembre 1999  | LINEAR             |
| 74633 -          | 1999 RC48                | 7 settembre 1999  | LINEAR             |
| 74634 -          | 1999 RJ50                | 7 settembre 1999  | LINEAR             |
| 74635 -          | 1999 RR51                | 7 settembre 1999  | LINEAR             |
| 74636 -          | 1999 RK52                | 7 settembre 1999  | LINEAR             |
| 74637 -          | 1999 RS56                | 7 settembre 1999  | LINEAR             |
| 74638 -          | 1999 RV57                | 7 settembre 1999  | LINEAR             |
| 74639 -          | 1999 RF59                | 7 settembre 1999  | LINEAR             |
| 74640 -          | 1999 RW59                | 7 settembre 1999  | LINEAR             |
| 74641 -          | 1999 RX60                | 7 settembre 1999  | LINEAR             |
| 74642 -          | 1999 RJ61                | 7 settembre 1999  | LINEAR             |
| 74643 -          | 1999 RJ62                | 7 settembre 1999  | LINEAR             |
| 74644 -          | 1999 RK63                | 7 settembre 1999  | LINEAR             |
| 74645 -          | 1999 RW67                | 7 settembre 1999  | LINEAR             |
| 74646 -          | 1999 RD70                | 7 settembre 1999  | LINEAR             |
| 74647 -          | 1999 RH71                | 7 settembre 1999  | LINEAR             |
| 74648 -          | 1999 RM72                | 7 settembre 1999  | LINEAR             |
| 74649 -          | 1999 RF73                | 7 settembre 1999  | LINEAR             |
| 74650 -          | 1999 RS79                | 7 settembre 1999  | LINEAR             |
| 74651 -          | 1999 RU82                | 7 settembre 1999  | LINEAR             |
| 74652 -          | 1999 RE85                | 7 settembre 1999  | LINEAR             |
| 74653 -          | 1999 RJ85                | 7 settembre 1999  | LINEAR             |
| 74654 -          | 1999 RU85                | 7 settembre 1999  | LINEAR             |
| 74655 -          | 1999 RG87                | 7 settembre 1999  | LINEAR             |
| 74656 -          | 1999 RR87                | 7 settembre 1999  | LINEAR             |
| 74657 -          | 1999 RG88                | 7 settembre 1999  | LINEAR             |
| 74658 -          | 1999 RT89                | 7 settembre 1999  | LINEAR             |
| 74659 -          | 1999 RU89                | 7 settembre 1999  | LINEAR             |
| 74660 -          | 1999 RG90                | 7 settembre 1999  | LINEAR             |
| 74661 -          | 1999 RN90                | 7 settembre 1999  | LINEAR             |
| 74662 -          | 1999 RH93                | 7 settembre 1999  | LINEAR             |
| 74663 -          | 1999 RK93                | 7 settembre 1999  | LINEAR             |
| 74664 -          | 1999 RW93                | 7 settembre 1999  | LINEAR             |
| 74665 -          | 1999 RA94                | 7 settembre 1999  | LINEAR             |
| 74666 -          | 1999 RQ95                | 7 settembre 1999  | LINEAR             |
| 74667 -          | 1999 RR95                | 7 settembre 1999  | LINEAR             |
| 74668 -          | 1999 RJ96                | 7 settembre 1999  | LINEAR             |
| 74669 -          | 1999 RN96                | 7 settembre 1999  | LINEAR             |
| 74670 -          | 1999 RO100               | 8 settembre 1999  | LINEAR             |
| 74671 -          | 1999 RT104               | 8 settembre 1999  | LINEAR             |
| 74672 -          | 1999 RY104               | 8 settembre 1999  | LINEAR             |
| 74673 -          | 1999 RG105               | 8 settembre 1999  | LINEAR             |
| 74674 -          | 1999 RJ105               | 8 settembre 1999  | LINEAR             |
| 74675 -          | 1999 RN109               | 8 settembre 1999  | LINEAR             |
| 74676 -          | 1999 RR110               | 8 settembre 1999  | LINEAR             |
| 74677 -          | 1999 RM111               | 9 settembre 1999  | LINEAR             |
| 74678 -          | 1999 RM112               | 9 settembre 1999  | LINEAR             |
| 74679 -          | 1999 RJ114               | 9 settembre 1999  | LINEAR             |
| 74680 -          | 1999 RW115               | 9 settembre 1999  | LINEAR             |
| 74681 -          | 1999 RX115               | 9 settembre 1999  | LINEAR             |
| 74682 -          | 1999 RL117               | 9 settembre 1999  | LINEAR             |
| 74683 -          | 1999 RC122               | 9 settembre 1999  | LINEAR             |
| 74684 -          | 1999 RG123               | 9 settembre 1999  | LINEAR             |
| 74685 -          | 1999 RT123               | 9 settembre 1999  | LINEAR             |
| 74686 -          | 1999 RF125               | 9 settembre 1999  | LINEAR             |
| 74687 -          | 1999 RA126               | 9 settembre 1999  | LINEAR             |
| 74688 -          | 1999 RW128               | 9 settembre 1999  | LINEAR             |
| 74689 -          | 1999 RB130               | 9 settembre 1999  | LINEAR             |
| 74690 -          | 1999 RF130               | 9 settembre 1999  | LINEAR             |
| 74691 -          | 1999 RV132               | 9 settembre 1999  | LINEAR             |
| 74692 -          | 1999 RF134               | 9 settembre 1999  | LINEAR             |
| 74693 -          | 1999 RG136               | 9 settembre 1999  | LINEAR             |
| 74694 -          | 1999 RU136               | 9 settembre 1999  | LINEAR             |
| 74695 -          | 1999 RA139               | 9 settembre 1999  | LINEAR             |
| 74696 -          | 1999 RR141               | 9 settembre 1999  | LINEAR             |
| 74697 -          | 1999 RZ141               | 9 settembre 1999  | LINEAR             |
| 74698 -          | 1999 RZ142               | 9 settembre 1999  | LINEAR             |
| 74699 -          | 1999 RG144               | 9 settembre 1999  | LINEAR             |
| 74700 -          | 1999 RH145               | 9 settembre 1999  | LINEAR             |

## 74701-74800
| Nome              | Designazione provvisoria | Data di scoperta  | Scopritore                       |
| ----------------- | ------------------------ | ----------------- | -------------------------------- |
| 74701 -           | 1999 RT145               | 9 settembre 1999  | LINEAR                           |
| 74702 -           | 1999 RQ146               | 9 settembre 1999  | LINEAR                           |
| 74703 -           | 1999 RN148               | 9 settembre 1999  | LINEAR                           |
| 74704 -           | 1999 RU148               | 9 settembre 1999  | LINEAR                           |
| 74705 -           | 1999 RX148               | 9 settembre 1999  | LINEAR                           |
| 74706 -           | 1999 RE150               | 9 settembre 1999  | LINEAR                           |
| 74707 -           | 1999 RO150               | 9 settembre 1999  | LINEAR                           |
| 74708 -           | 1999 RW150               | 9 settembre 1999  | LINEAR                           |
| 74709 -           | 1999 RU151               | 9 settembre 1999  | LINEAR                           |
| 74710 -           | 1999 RH153               | 9 settembre 1999  | LINEAR                           |
| 74711 -           | 1999 RL155               | 9 settembre 1999  | LINEAR                           |
| 74712 -           | 1999 RT155               | 9 settembre 1999  | LINEAR                           |
| 74713 -           | 1999 RO156               | 9 settembre 1999  | LINEAR                           |
| 74714 -           | 1999 RP157               | 9 settembre 1999  | LINEAR                           |
| 74715 -           | 1999 RU160               | 9 settembre 1999  | LINEAR                           |
| 74716 -           | 1999 RO164               | 9 settembre 1999  | LINEAR                           |
| 74717 -           | 1999 RF165               | 9 settembre 1999  | LINEAR                           |
| 74718 -           | 1999 RX165               | 9 settembre 1999  | LINEAR                           |
| 74719 -           | 1999 RT166               | 9 settembre 1999  | LINEAR                           |
| 74720 -           | 1999 RA167               | 9 settembre 1999  | LINEAR                           |
| 74721 -           | 1999 RH167               | 9 settembre 1999  | LINEAR                           |
| 74722 -           | 1999 RB168               | 9 settembre 1999  | LINEAR                           |
| 74723 -           | 1999 RU168               | 9 settembre 1999  | LINEAR                           |
| 74724 -           | 1999 RF169               | 9 settembre 1999  | LINEAR                           |
| 74725 -           | 1999 RT169               | 9 settembre 1999  | LINEAR                           |
| 74726 -           | 1999 RW169               | 9 settembre 1999  | LINEAR                           |
| 74727 -           | 1999 RJ170               | 9 settembre 1999  | LINEAR                           |
| 74728 -           | 1999 RY174               | 9 settembre 1999  | LINEAR                           |
| 74729 -           | 1999 RH175               | 9 settembre 1999  | LINEAR                           |
| 74730 -           | 1999 RU175               | 9 settembre 1999  | LINEAR                           |
| 74731 -           | 1999 RM176               | 9 settembre 1999  | LINEAR                           |
| 74732 -           | 1999 RQ176               | 9 settembre 1999  | LINEAR                           |
| 74733 -           | 1999 RV178               | 9 settembre 1999  | LINEAR                           |
| 74734 -           | 1999 RY179               | 9 settembre 1999  | LINEAR                           |
| 74735 -           | 1999 RB180               | 9 settembre 1999  | LINEAR                           |
| 74736 -           | 1999 RD180               | 9 settembre 1999  | LINEAR                           |
| 74737 -           | 1999 RK180               | 9 settembre 1999  | LINEAR                           |
| 74738 -           | 1999 RE182               | 9 settembre 1999  | LINEAR                           |
| 74739 -           | 1999 RG184               | 9 settembre 1999  | LINEAR                           |
| 74740 -           | 1999 RN184               | 9 settembre 1999  | LINEAR                           |
| 74741 -           | 1999 RP184               | 9 settembre 1999  | LINEAR                           |
| 74742 -           | 1999 RK187               | 9 settembre 1999  | LINEAR                           |
| 74743 -           | 1999 RH188               | 9 settembre 1999  | LINEAR                           |
| 74744 -           | 1999 RX189               | 9 settembre 1999  | LINEAR                           |
| 74745 -           | 1999 RZ191               | 11 settembre 1999 | LINEAR                           |
| 74746 -           | 1999 RK192               | 15 settembre 1999 | Spacewatch                       |
| 74747 -           | 1999 RB193               | 13 settembre 1999 | LINEAR                           |
| 74748 -           | 1999 RW193               | 7 settembre 1999  | LINEAR                           |
| 74749 -           | 1999 RK195               | 8 settembre 1999  | LINEAR                           |
| 74750 -           | 1999 RA196               | 8 settembre 1999  | LINEAR                           |
| 74751 -           | 1999 RF197               | 8 settembre 1999  | LINEAR                           |
| 74752 -           | 1999 RN197               | 8 settembre 1999  | LINEAR                           |
| 74753 -           | 1999 RV197               | 8 settembre 1999  | LINEAR                           |
| 74754 -           | 1999 RO198               | 9 settembre 1999  | LINEAR                           |
| 74755 -           | 1999 RL199               | 8 settembre 1999  | LINEAR                           |
| 74756 -           | 1999 RN199               | 8 settembre 1999  | LINEAR                           |
| 74757 -           | 1999 RZ205               | 8 settembre 1999  | LINEAR                           |
| 74758 -           | 1999 RP207               | 8 settembre 1999  | LINEAR                           |
| 74759 -           | 1999 RA210               | 8 settembre 1999  | LINEAR                           |
| 74760 -           | 1999 RY210               | 8 settembre 1999  | LINEAR                           |
| 74761 -           | 1999 RA211               | 8 settembre 1999  | LINEAR                           |
| 74762 -           | 1999 RC212               | 8 settembre 1999  | LINEAR                           |
| 74763 -           | 1999 RU212               | 8 settembre 1999  | LINEAR                           |
| 74764 Rudolfpešek | 1999 RP213               | 15 settembre 1999 | P. Kušnirák, P. Pravec           |
| 74765 -           | 1999 RF216               | 4 settembre 1999  | LONEOS                           |
| 74766 -           | 1999 RX217               | 4 settembre 1999  | LONEOS                           |
| 74767 -           | 1999 RH221               | 5 settembre 1999  | LONEOS                           |
| 74768 -           | 1999 RJ222               | 7 settembre 1999  | LONEOS                           |
| 74769 -           | 1999 RK222               | 7 settembre 1999  | LONEOS                           |
| 74770 -           | 1999 RY222               | 7 settembre 1999  | CSS                              |
| 74771 -           | 1999 RX224               | 7 settembre 1999  | LINEAR                           |
| 74772 -           | 1999 RT229               | 8 settembre 1999  | CSS                              |
| 74773 -           | 1999 RX235               | 8 settembre 1999  | CSS                              |
| 74774 -           | 1999 RM236               | 8 settembre 1999  | CSS                              |
| 74775 -           | 1999 RB237               | 8 settembre 1999  | CSS                              |
| 74776 -           | 1999 RJ237               | 8 settembre 1999  | CSS                              |
| 74777 -           | 1999 RA239               | 8 settembre 1999  | LINEAR                           |
| 74778 -           | 1999 RR239               | 8 settembre 1999  | LONEOS                           |
| 74779 -           | 1999 RF241               | 11 settembre 1999 | LINEAR                           |
| 74780 -           | 1999 RL241               | 14 settembre 1999 | CSS                              |
| 74781 -           | 1999 RY245               | 7 settembre 1999  | LONEOS                           |
| 74782 -           | 1999 RQ246               | 7 settembre 1999  | LONEOS                           |
| 74783 -           | 1999 RA250               | 7 settembre 1999  | Spacewatch                       |
| 74784 -           | 1999 RH250               | 7 settembre 1999  | LINEAR                           |
| 74785 -           | 1999 RE255               | 6 settembre 1999  | CSS                              |
| 74786 -           | 1999 SY                  | 16 settembre 1999 | Spacewatch                       |
| 74787 -           | 1999 SH2                 | 22 settembre 1999 | K. Korlević                      |
| 74788 -           | 1999 SL3                 | 22 settembre 1999 | LINEAR                           |
| 74789 -           | 1999 SY5                 | 30 settembre 1999 | LINEAR                           |
| 74790 -           | 1999 SP6                 | 30 settembre 1999 | LINEAR                           |
| 74791 -           | 1999 SW6                 | 30 settembre 1999 | T. Stafford                      |
| 74792 -           | 1999 SS9                 | 29 settembre 1999 | K. Korlević                      |
| 74793 -           | 1999 SR10                | 29 settembre 1999 | BAO Schmidt CCD Asteroid Program |
| 74794 -           | 1999 SE12                | 22 settembre 1999 | LINEAR                           |
| 74795 -           | 1999 SG14                | 29 settembre 1999 | CSS                              |
| 74796 -           | 1999 SH14                | 29 settembre 1999 | CSS                              |
| 74797 -           | 1999 SM15                | 30 settembre 1999 | CSS                              |
| 74798 -           | 1999 SN15                | 30 settembre 1999 | CSS                              |
| 74799 -           | 1999 SC18                | 30 settembre 1999 | LINEAR                           |
| 74800 -           | 1999 SK18                | 30 settembre 1999 | LINEAR                           |

## 74801-74900
| Nome         | Designazione provvisoria | Data di scoperta  | Scopritore                       |
| ------------ | ------------------------ | ----------------- | -------------------------------- |
| 74801 -      | 1999 SN18                | 30 settembre 1999 | LINEAR                           |
| 74802 -      | 1999 SX19                | 30 settembre 1999 | LINEAR                           |
| 74803 -      | 1999 SE22                | 21 settembre 1999 | LONEOS                           |
| 74804 -      | 1999 SZ26                | 30 settembre 1999 | Spacewatch                       |
| 74805 -      | 1999 TF                  | 2 ottobre 1999    | Kleť                             |
| 74806 -      | 1999 TT                  | 1 ottobre 1999    | K. Korlević                      |
| 74807 -      | 1999 TV                  | 1 ottobre 1999    | K. Korlević                      |
| 74808 -      | 1999 TW1                 | 1 ottobre 1999    | K. Korlević                      |
| 74809 -      | 1999 TE2                 | 2 ottobre 1999    | C. W. Juels                      |
| 74810 -      | 1999 TS4                 | 4 ottobre 1999    | LINEAR                           |
| 74811 -      | 1999 TH5                 | 1 ottobre 1999    | G. Hug                           |
| 74812 -      | 1999 TN5                 | 1 ottobre 1999    | K. Korlević, M. Jurić            |
| 74813 -      | 1999 TB7                 | 6 ottobre 1999    | K. Korlević, M. Jurić            |
| 74814 -      | 1999 TD8                 | 5 ottobre 1999    | C. W. Juels                      |
| 74815 -      | 1999 TG8                 | 7 ottobre 1999    | C. W. Juels                      |
| 74816 -      | 1999 TX8                 | 1 ottobre 1999    | Farra d'Isonzo                   |
| 74817 -      | 1999 TZ8                 | 6 ottobre 1999    | Farra d'Isonzo                   |
| 74818 Iten   | 1999 TW10                | 7 ottobre 1999    | S. Sposetti                      |
| 74819 -      | 1999 TG11                | 9 ottobre 1999    | C. W. Juels                      |
| 74820 -      | 1999 TN11                | 7 ottobre 1999    | R. H. McNaught                   |
| 74821 -      | 1999 TP13                | 10 ottobre 1999   | Črni Vrh                         |
| 74822 -      | 1999 TA15                | 12 ottobre 1999   | C. W. Juels                      |
| 74823 -      | 1999 TD15                | 10 ottobre 1999   | T. Kagawa                        |
| 74824 Tarter | 1999 TJ16                | 12 ottobre 1999   | C. W. Juels                      |
| 74825 -      | 1999 TE17                | 15 ottobre 1999   | K. Korlević                      |
| 74826 -      | 1999 TN17                | 13 ottobre 1999   | A. Galád, P. Kolény              |
| 74827 -      | 1999 TW17                | 4 ottobre 1999    | BAO Schmidt CCD Asteroid Program |
| 74828 -      | 1999 TB21                | 7 ottobre 1999    | R. A. Tucker                     |
| 74829 -      | 1999 TR21                | 2 ottobre 1999    | Spacewatch                       |
| 74830 -      | 1999 TX22                | 3 ottobre 1999    | Spacewatch                       |
| 74831 -      | 1999 TU25                | 3 ottobre 1999    | LINEAR                           |
| 74832 -      | 1999 TH26                | 3 ottobre 1999    | LINEAR                           |
| 74833 -      | 1999 TZ26                | 3 ottobre 1999    | LINEAR                           |
| 74834 -      | 1999 TN30                | 4 ottobre 1999    | LINEAR                           |
| 74835 -      | 1999 TW30                | 4 ottobre 1999    | LINEAR                           |
| 74836 -      | 1999 TS31                | 4 ottobre 1999    | LINEAR                           |
| 74837 -      | 1999 TD33                | 4 ottobre 1999    | LINEAR                           |
| 74838 -      | 1999 TK34                | 3 ottobre 1999    | CSS                              |
| 74839 -      | 1999 TZ34                | 3 ottobre 1999    | LINEAR                           |
| 74840 -      | 1999 TW35                | 6 ottobre 1999    | LINEAR                           |
| 74841 -      | 1999 TH36                | 11 ottobre 1999   | LONEOS                           |
| 74842 -      | 1999 TS38                | 1 ottobre 1999    | CSS                              |
| 74843 -      | 1999 TB39                | 3 ottobre 1999    | CSS                              |
| 74844 -      | 1999 TV39                | 3 ottobre 1999    | CSS                              |
| 74845 -      | 1999 TP40                | 5 ottobre 1999    | CSS                              |
| 74846 -      | 1999 TO41                | 2 ottobre 1999    | Spacewatch                       |
| 74847 -      | 1999 TE49                | 4 ottobre 1999    | Spacewatch                       |
| 74848 -      | 1999 TS49                | 4 ottobre 1999    | Spacewatch                       |
| 74849 -      | 1999 TP51                | 4 ottobre 1999    | Spacewatch                       |
| 74850 -      | 1999 TO63                | 7 ottobre 1999    | Spacewatch                       |
| 74851 -      | 1999 TL65                | 8 ottobre 1999    | Spacewatch                       |
| 74852 -      | 1999 TV65                | 8 ottobre 1999    | Spacewatch                       |
| 74853 -      | 1999 TW73                | 10 ottobre 1999   | Spacewatch                       |
| 74854 -      | 1999 TT78                | 11 ottobre 1999   | Spacewatch                       |
| 74855 -      | 1999 TR87                | 15 ottobre 1999   | Spacewatch                       |
| 74856 -      | 1999 TN88                | 2 ottobre 1999    | LINEAR                           |
| 74857 -      | 1999 TT88                | 2 ottobre 1999    | LINEAR                           |
| 74858 -      | 1999 TU88                | 2 ottobre 1999    | LINEAR                           |
| 74859 -      | 1999 TW89                | 2 ottobre 1999    | LINEAR                           |
| 74860 -      | 1999 TZ89                | 2 ottobre 1999    | LINEAR                           |
| 74861 -      | 1999 TW90                | 2 ottobre 1999    | LINEAR                           |
| 74862 -      | 1999 TB91                | 2 ottobre 1999    | LINEAR                           |
| 74863 -      | 1999 TC91                | 2 ottobre 1999    | LINEAR                           |
| 74864 -      | 1999 TF91                | 2 ottobre 1999    | LINEAR                           |
| 74865 -      | 1999 TG91                | 2 ottobre 1999    | LINEAR                           |
| 74866 -      | 1999 TA93                | 2 ottobre 1999    | LINEAR                           |
| 74867 -      | 1999 TB93                | 2 ottobre 1999    | LINEAR                           |
| 74868 -      | 1999 TC93                | 2 ottobre 1999    | LINEAR                           |
| 74869 -      | 1999 TN94                | 2 ottobre 1999    | LINEAR                           |
| 74870 -      | 1999 TJ96                | 2 ottobre 1999    | LINEAR                           |
| 74871 -      | 1999 TT97                | 2 ottobre 1999    | LINEAR                           |
| 74872 -      | 1999 TC98                | 2 ottobre 1999    | LINEAR                           |
| 74873 -      | 1999 TO98                | 2 ottobre 1999    | LINEAR                           |
| 74874 -      | 1999 TA99                | 2 ottobre 1999    | LINEAR                           |
| 74875 -      | 1999 TH100               | 2 ottobre 1999    | LINEAR                           |
| 74876 -      | 1999 TN103               | 3 ottobre 1999    | LINEAR                           |
| 74877 -      | 1999 TU103               | 3 ottobre 1999    | LINEAR                           |
| 74878 -      | 1999 TK104               | 3 ottobre 1999    | LINEAR                           |
| 74879 -      | 1999 TP104               | 3 ottobre 1999    | LINEAR                           |
| 74880 -      | 1999 TY104               | 3 ottobre 1999    | LINEAR                           |
| 74881 -      | 1999 TE105               | 3 ottobre 1999    | LINEAR                           |
| 74882 -      | 1999 TV105               | 3 ottobre 1999    | LINEAR                           |
| 74883 -      | 1999 TC108               | 4 ottobre 1999    | LINEAR                           |
| 74884 -      | 1999 TM109               | 4 ottobre 1999    | LINEAR                           |
| 74885 -      | 1999 TY110               | 4 ottobre 1999    | LINEAR                           |
| 74886 -      | 1999 TA113               | 4 ottobre 1999    | LINEAR                           |
| 74887 -      | 1999 TE113               | 4 ottobre 1999    | LINEAR                           |
| 74888 -      | 1999 TG115               | 4 ottobre 1999    | LINEAR                           |
| 74889 -      | 1999 TU116               | 4 ottobre 1999    | LINEAR                           |
| 74890 -      | 1999 TW116               | 4 ottobre 1999    | LINEAR                           |
| 74891 -      | 1999 TZ116               | 4 ottobre 1999    | LINEAR                           |
| 74892 -      | 1999 TQ118               | 4 ottobre 1999    | LINEAR                           |
| 74893 -      | 1999 TX118               | 4 ottobre 1999    | LINEAR                           |
| 74894 -      | 1999 TB119               | 4 ottobre 1999    | LINEAR                           |
| 74895 -      | 1999 TL120               | 4 ottobre 1999    | LINEAR                           |
| 74896 -      | 1999 TO121               | 4 ottobre 1999    | LINEAR                           |
| 74897 -      | 1999 TN122               | 4 ottobre 1999    | LINEAR                           |
| 74898 -      | 1999 TL123               | 4 ottobre 1999    | LINEAR                           |
| 74899 -      | 1999 TQ123               | 4 ottobre 1999    | LINEAR                           |
| 74900 -      | 1999 TO124               | 4 ottobre 1999    | LINEAR                           |

## 74901-75000
| Nome    | Designazione provvisoria | Data di scoperta | Scopritore |
| ------- | ------------------------ | ---------------- | ---------- |
| 74901 - | 1999 TP124               | 4 ottobre 1999   | LINEAR     |
| 74902 - | 1999 TS124               | 4 ottobre 1999   | LINEAR     |
| 74903 - | 1999 TT124               | 4 ottobre 1999   | LINEAR     |
| 74904 - | 1999 TV124               | 4 ottobre 1999   | LINEAR     |
| 74905 - | 1999 TQ125               | 4 ottobre 1999   | LINEAR     |
| 74906 - | 1999 TF129               | 6 ottobre 1999   | LINEAR     |
| 74907 - | 1999 TB136               | 6 ottobre 1999   | LINEAR     |
| 74908 - | 1999 TE138               | 6 ottobre 1999   | LINEAR     |
| 74909 - | 1999 TV139               | 6 ottobre 1999   | LINEAR     |
| 74910 - | 1999 TX139               | 6 ottobre 1999   | LINEAR     |
| 74911 - | 1999 TZ139               | 6 ottobre 1999   | LINEAR     |
| 74912 - | 1999 TE140               | 6 ottobre 1999   | LINEAR     |
| 74913 - | 1999 TL141               | 6 ottobre 1999   | LINEAR     |
| 74914 - | 1999 TA143               | 7 ottobre 1999   | LINEAR     |
| 74915 - | 1999 TL143               | 7 ottobre 1999   | LINEAR     |
| 74916 - | 1999 TM143               | 7 ottobre 1999   | LINEAR     |
| 74917 - | 1999 TT143               | 7 ottobre 1999   | LINEAR     |
| 74918 - | 1999 TE144               | 7 ottobre 1999   | LINEAR     |
| 74919 - | 1999 TS144               | 7 ottobre 1999   | LINEAR     |
| 74920 - | 1999 TU144               | 7 ottobre 1999   | LINEAR     |
| 74921 - | 1999 TA145               | 7 ottobre 1999   | LINEAR     |
| 74922 - | 1999 TV146               | 7 ottobre 1999   | LINEAR     |
| 74923 - | 1999 TE151               | 7 ottobre 1999   | LINEAR     |
| 74924 - | 1999 TF151               | 7 ottobre 1999   | LINEAR     |
| 74925 - | 1999 TB152               | 7 ottobre 1999   | LINEAR     |
| 74926 - | 1999 TH153               | 7 ottobre 1999   | LINEAR     |
| 74927 - | 1999 TK153               | 7 ottobre 1999   | LINEAR     |
| 74928 - | 1999 TE154               | 7 ottobre 1999   | LINEAR     |
| 74929 - | 1999 TF156               | 7 ottobre 1999   | LINEAR     |
| 74930 - | 1999 TL156               | 15 ottobre 1999  | LINEAR     |
| 74931 - | 1999 TA159               | 9 ottobre 1999   | LINEAR     |
| 74932 - | 1999 TC161               | 9 ottobre 1999   | LINEAR     |
| 74933 - | 1999 TB162               | 9 ottobre 1999   | LINEAR     |
| 74934 - | 1999 TQ166               | 10 ottobre 1999  | LINEAR     |
| 74935 - | 1999 TC172               | 10 ottobre 1999  | LINEAR     |
| 74936 - | 1999 TD172               | 10 ottobre 1999  | LINEAR     |
| 74937 - | 1999 TO172               | 10 ottobre 1999  | LINEAR     |
| 74938 - | 1999 TC174               | 10 ottobre 1999  | LINEAR     |
| 74939 - | 1999 TO174               | 10 ottobre 1999  | LINEAR     |
| 74940 - | 1999 TX174               | 10 ottobre 1999  | LINEAR     |
| 74941 - | 1999 TB175               | 10 ottobre 1999  | LINEAR     |
| 74942 - | 1999 TO177               | 10 ottobre 1999  | LINEAR     |
| 74943 - | 1999 TW177               | 10 ottobre 1999  | LINEAR     |
| 74944 - | 1999 TN178               | 10 ottobre 1999  | LINEAR     |
| 74945 - | 1999 TV178               | 10 ottobre 1999  | LINEAR     |
| 74946 - | 1999 TA179               | 10 ottobre 1999  | LINEAR     |
| 74947 - | 1999 TB181               | 10 ottobre 1999  | LINEAR     |
| 74948 - | 1999 TJ181               | 11 ottobre 1999  | LINEAR     |
| 74949 - | 1999 TK187               | 12 ottobre 1999  | LINEAR     |
| 74950 - | 1999 TO188               | 12 ottobre 1999  | LINEAR     |
| 74951 - | 1999 TX190               | 12 ottobre 1999  | LINEAR     |
| 74952 - | 1999 TP191               | 12 ottobre 1999  | LINEAR     |
| 74953 - | 1999 TA193               | 12 ottobre 1999  | LINEAR     |
| 74954 - | 1999 TB194               | 12 ottobre 1999  | LINEAR     |
| 74955 - | 1999 TL195               | 12 ottobre 1999  | LINEAR     |
| 74956 - | 1999 TP195               | 12 ottobre 1999  | LINEAR     |
| 74957 - | 1999 TN196               | 12 ottobre 1999  | LINEAR     |
| 74958 - | 1999 TL197               | 12 ottobre 1999  | LINEAR     |
| 74959 - | 1999 TD198               | 12 ottobre 1999  | LINEAR     |
| 74960 - | 1999 TR198               | 12 ottobre 1999  | LINEAR     |
| 74961 - | 1999 TV200               | 13 ottobre 1999  | LINEAR     |
| 74962 - | 1999 TW200               | 13 ottobre 1999  | LINEAR     |
| 74963 - | 1999 TX200               | 13 ottobre 1999  | LINEAR     |
| 74964 - | 1999 TA205               | 13 ottobre 1999  | LINEAR     |
| 74965 - | 1999 TS205               | 13 ottobre 1999  | LINEAR     |
| 74966 - | 1999 TB208               | 14 ottobre 1999  | LINEAR     |
| 74967 - | 1999 TA210               | 14 ottobre 1999  | LINEAR     |
| 74968 - | 1999 TW212               | 15 ottobre 1999  | LINEAR     |
| 74969 - | 1999 TZ215               | 15 ottobre 1999  | LINEAR     |
| 74970 - | 1999 TF217               | 15 ottobre 1999  | LINEAR     |
| 74971 - | 1999 TO217               | 15 ottobre 1999  | LINEAR     |
| 74972 - | 1999 TT218               | 15 ottobre 1999  | LINEAR     |
| 74973 - | 1999 TP220               | 1 ottobre 1999   | CSS        |
| 74974 - | 1999 TN222               | 2 ottobre 1999   | CSS        |
| 74975 - | 1999 TJ231               | 5 ottobre 1999   | CSS        |
| 74976 - | 1999 TG232               | 5 ottobre 1999   | LONEOS     |
| 74977 - | 1999 TC233               | 7 ottobre 1999   | CSS        |
| 74978 - | 1999 TY234               | 3 ottobre 1999   | CSS        |
| 74979 - | 1999 TP236               | 3 ottobre 1999   | CSS        |
| 74980 - | 1999 TT236               | 3 ottobre 1999   | CSS        |
| 74981 - | 1999 TB240               | 4 ottobre 1999   | CSS        |
| 74982 - | 1999 TJ242               | 4 ottobre 1999   | CSS        |
| 74983 - | 1999 TP242               | 4 ottobre 1999   | CSS        |
| 74984 - | 1999 TW248               | 8 ottobre 1999   | CSS        |
| 74985 - | 1999 TD251               | 5 ottobre 1999   | LINEAR     |
| 74986 - | 1999 TZ251               | 8 ottobre 1999   | LINEAR     |
| 74987 - | 1999 TZ253               | 11 ottobre 1999  | LONEOS     |
| 74988 - | 1999 TN258               | 9 ottobre 1999   | LINEAR     |
| 74989 - | 1999 TO262               | 15 ottobre 1999  | LONEOS     |
| 74990 - | 1999 TO264               | 2 ottobre 1999   | LINEAR     |
| 74991 - | 1999 TD269               | 3 ottobre 1999   | LINEAR     |
| 74992 - | 1999 TT269               | 3 ottobre 1999   | LINEAR     |
| 74993 - | 1999 TU270               | 3 ottobre 1999   | LINEAR     |
| 74994 - | 1999 TH271               | 3 ottobre 1999   | LINEAR     |
| 74995 - | 1999 TQ271               | 3 ottobre 1999   | LINEAR     |
| 74996 - | 1999 TV271               | 3 ottobre 1999   | LINEAR     |
| 74997 - | 1999 TP274               | 6 ottobre 1999   | LINEAR     |
| 74998 - | 1999 TV276               | 6 ottobre 1999   | LINEAR     |
| 74999 - | 1999 TM278               | 6 ottobre 1999   | LINEAR     |
| 75000 - | 1999 TM279               | 7 ottobre 1999   | LINEAR     |